# Paprska velkokvětá

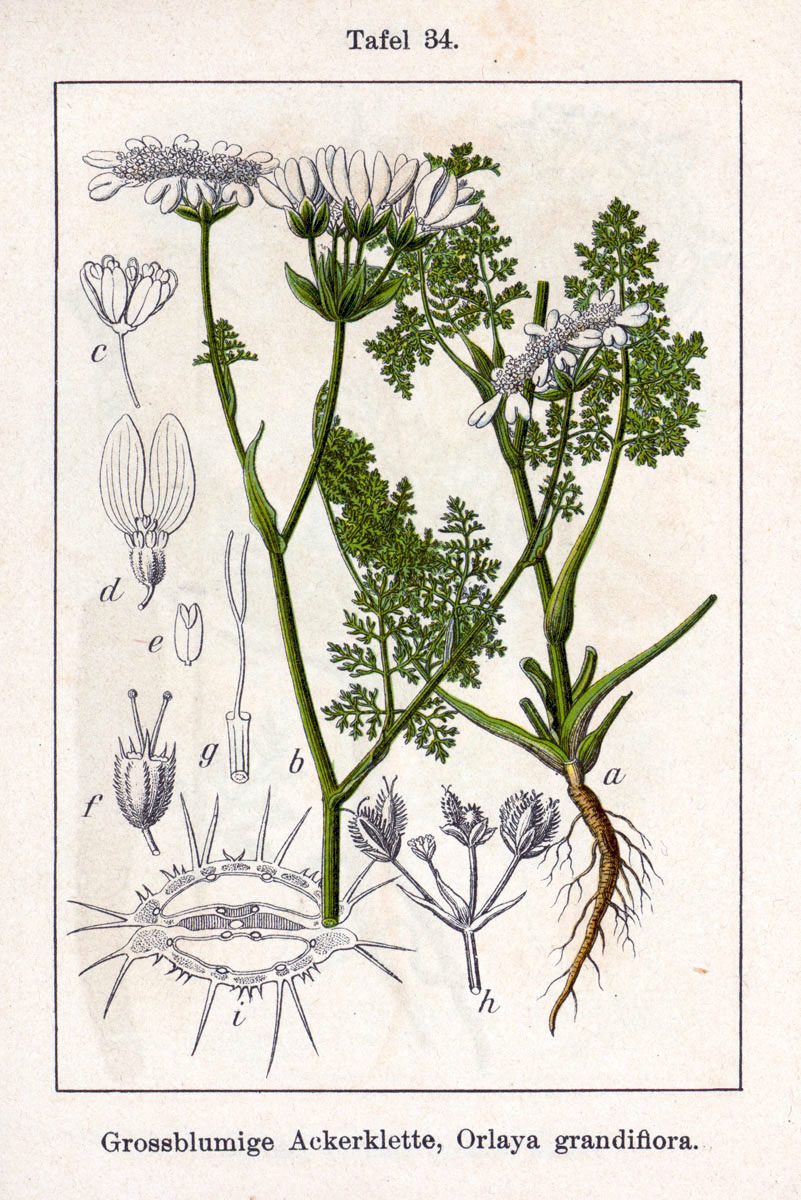
Zobrazení rostliny

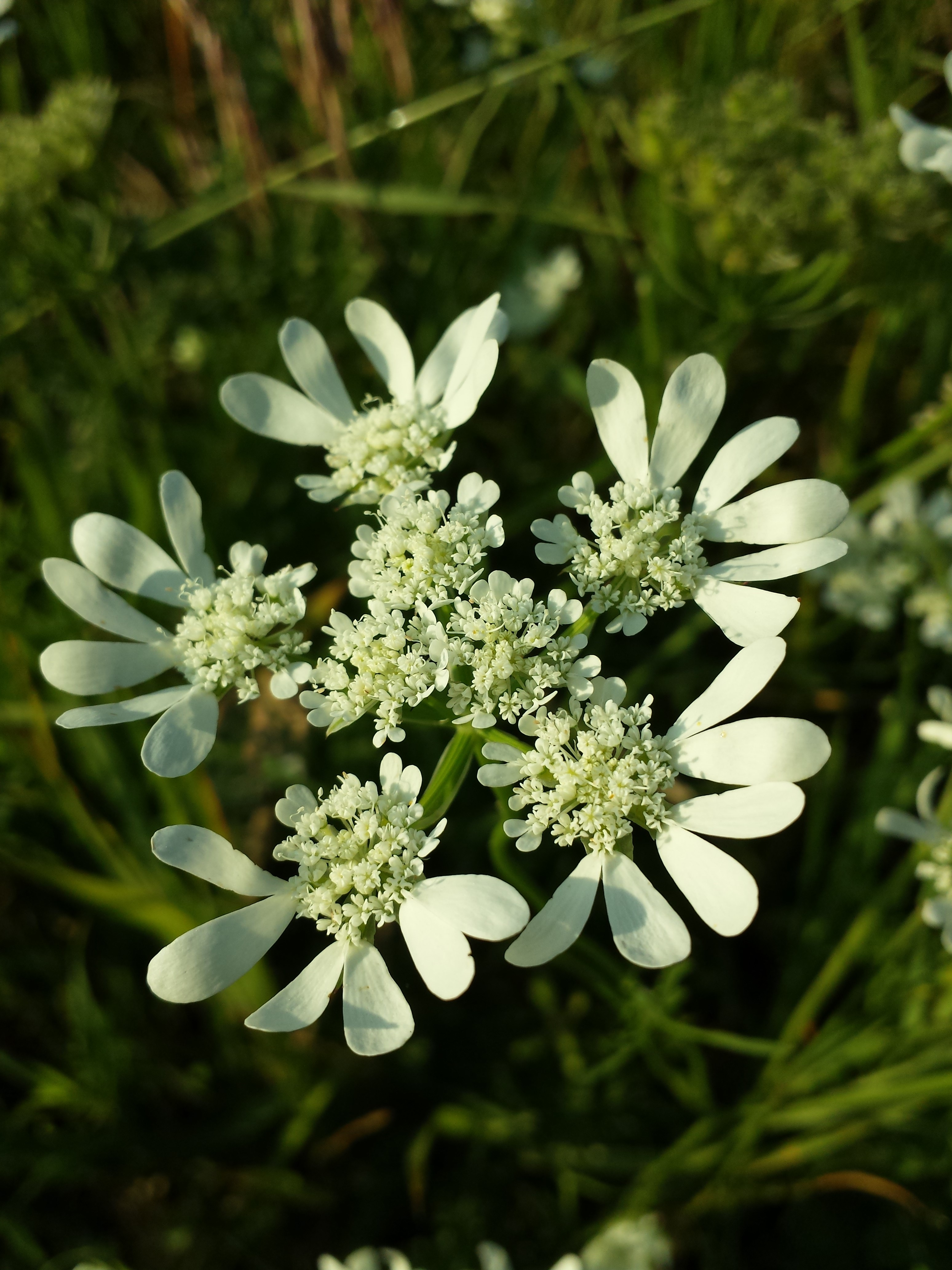
Okolík se zvětšenými vnějšími korunními lístky

Paprska velkokvětá (Orlaya grandiflora) je jednoletá, planě rostoucí rostlina, jediný druh rodu paprska vyskytující se v české krajině. Bylina, kvetoucí v červnu a červenci drobnými bílými kvítky, je sice v české přírodě původní druh, vyskytuje se však jen ojediněle a je ohrožena vymizením.

## Výskyt
Teplomilná rostlina s areálem rozloženým od Francie na jihozápadě Evropy přes střední a jižní Evropu, Turecko a jižní Ukrajinu až k okraji Kavkazu. Severní hranice areálu prochází Belgii, Německem, jihem Moravy a Slovenska, jižní hranice sahá ke Středozemnímu moři.
V České republice roste pouze v kolinním stupni na jižní Moravě, převážně v Chráněné krajinné oblasti Pálava v Pavlovských vrších a okolí.

## Ekologie
Rostlina preferuje výslunné skalní stráně, stepi, řídkými křovinami zarostlé louky, suché trávníky nebo vinice a jiná slunná a suchá antropogenní stanoviště. Roste na živinami bohatých půdách zásaditého charakteru, hlavně na vápencovém podloží v pahorkatinách. Ploidie druhu je 2n = 20.

## Popis
Jednoletá bylina s lodyhou přímou, vysokou 10 až 40 cm, vyrůstající ze světlého, úzkého, kořene s tenkými, postranními kořínky. Lodyha bývá jednoduchá nebo od báze rozvětvená, lysá a výrazně rýhovaná. Je střídavě porostlá složenými listy, jež jsou ve spodní části řapíkaté a výše přisedlé s pochvou. Listová čepel, v obrysu trojúhelníkovitá až vejčitá, je téměř lysá, třikrát zpeřená, její lístky jsou peřenodílné až peřenosečné a úkrojky čárkovité, celokrajné a na vrcholu tupé či špičaté.
Drobné, 4 mm velké, bílé nebo slabě narůžovělé květy jsou sestavené do koncových okolíků složených ze tři vnitřních a obvykle pěti vnějších okolíčku, obaly i obalíčky tvoří nejčastěji pět špičatých listenů. Okolíčky obsahují dva až čtyři květy (obvykle okrajové) oboupohlavné, ostatní (střední) jsou samčí. Pětičetné květy s redukovaným šídlovitým kalichem mají bílé nebo slabě narůžovělé korunní lístky hluboce dvoulaločné. U okrajových květů krajních okolíčků jsou vně směřující korunní lístky velmi nápadně zveličené, bývají až 1,5 cm dlouhé a hluboce dvojklané. Květy se opylují samosprašně nebo je opyluje drobný létající hmyz slétající se za nektarem. Plod je hnědavá eliptická dvounažka s karpoforem. Merikarpia (semena) jsou asi 7 mm dlouhá, mají hlavní žebra plochá, štětinatá a vedlejší žebra výrazná, se dvěma řadami vzhůru zahnutých ostnů.
Rostlina je terofyt a může se rozšiřovat výhradně semeny. Ta bývají roznášena větrem nebo po dešti povrchovou vodou, k rozptylu také napomáhají háčky zachytávající se za srst zvířat.

## Ohrožení
Paprska velkokvětá byla v "Červeném seznamu cévnatých rostlin České republiky" z roku 2012 zařazena, pro svůj výskyt pouze v nevelkém areálu, mezi druhy silně ohrožené (C2r); zákonem ale chráněná není.

## Galerie

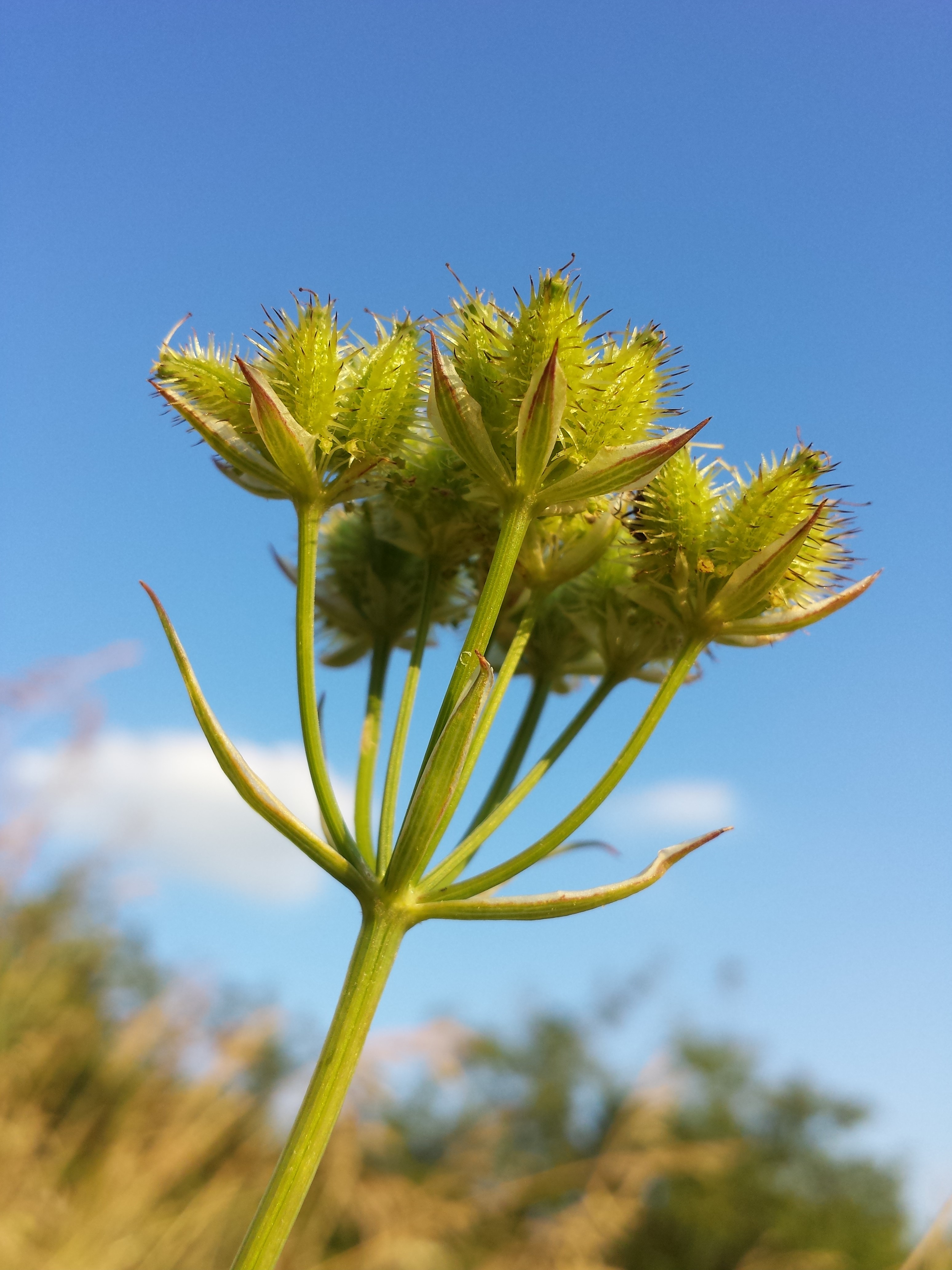
Nezralé dvounažky
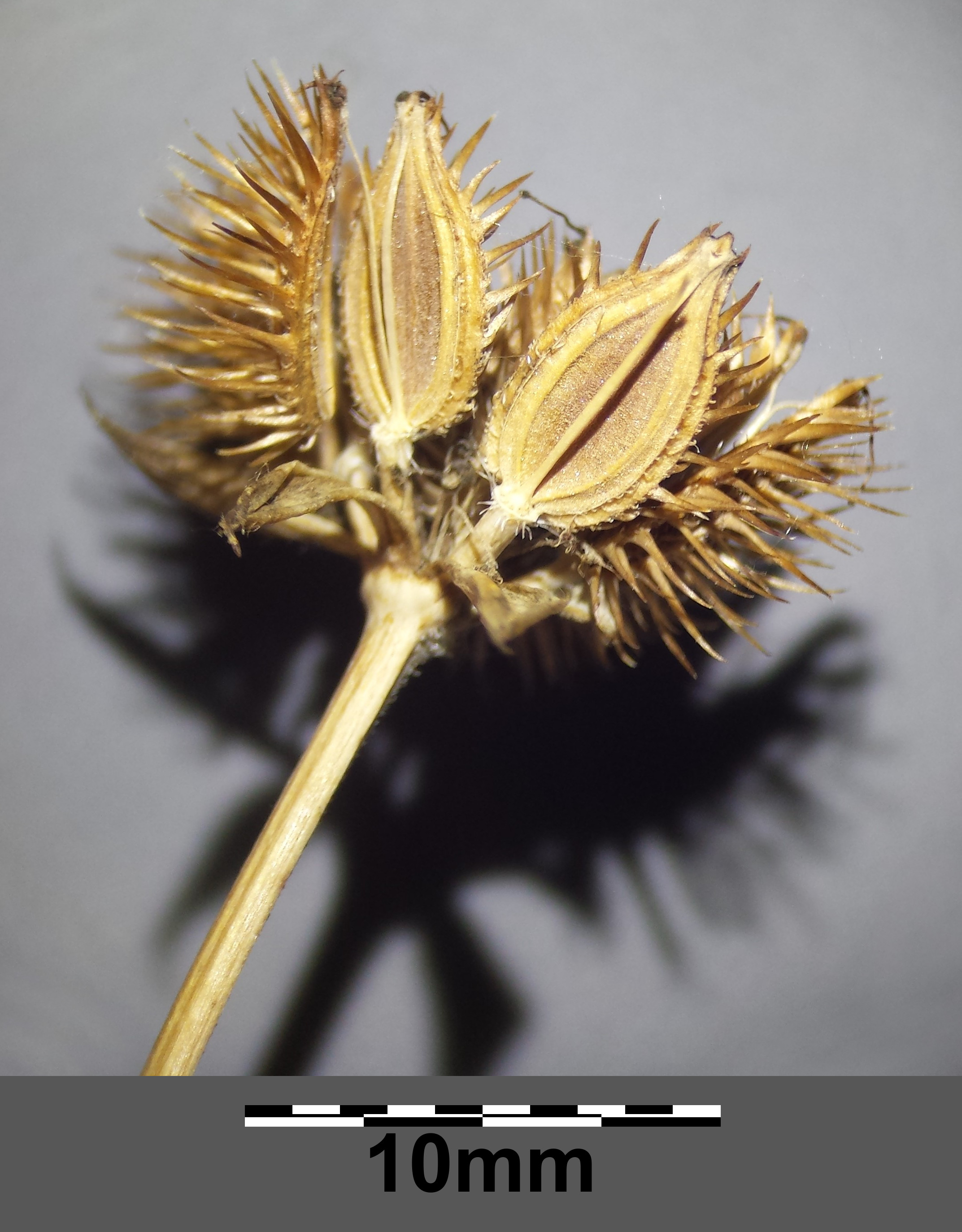
Otevírající se dvounažky
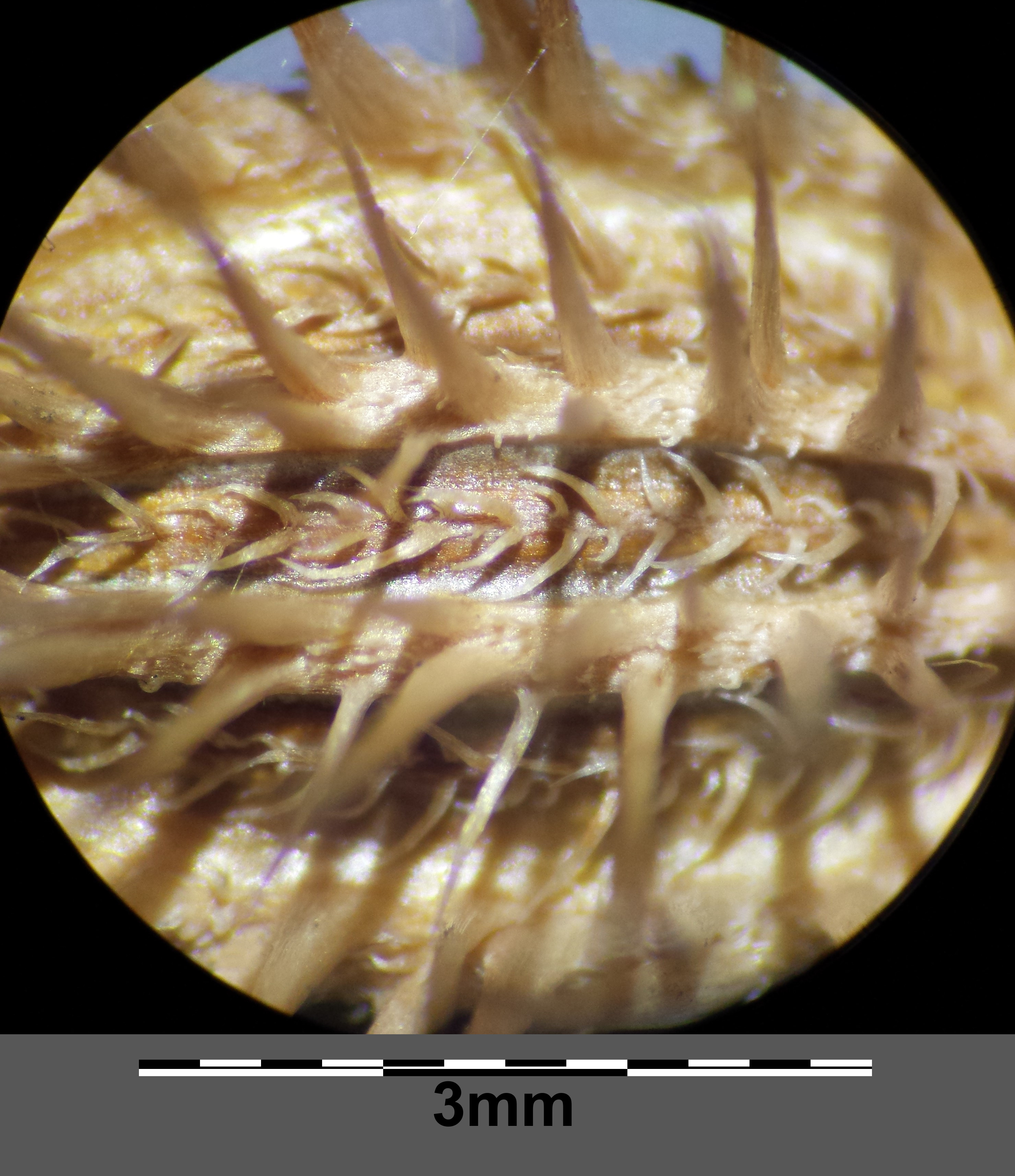
Povrch semene